# Dodo (Münster)
Dodo (auch Dudo, Duodo, Duoto, Dedo) (* um 937; † 14. Mai 993) war von 969 bis zu seinem Tode im Jahre 993 der zehnte Bischof von Münster. 

## Frühe Jahre
Über die Herkunft Dodos gibt es keine gesicherten Belegen, aber es gibt Hinweise, dass er aus der Nähe der Familie der Liudolfinger stammte. Dafür spricht etwa sein Name, der als Kurzform des Namens Liudolf interpretiert wird. Näher eingrenzen lässt sich seine Herkunft nicht. Wilhelm Kohl nimmt an, dass er aus dem Geschlecht der Haolde stammte.
Vor seiner Ernennung war er Mitglied des Domkapitels am Hildesheimer Dom und der königlichen Hofkapelle. Dabei war er nicht in der Hofkanzlei tätig. Der in einer Urkunde von Erzbischof Brun von Köln genannte Duodo clericus könnte mit Dodo identisch sein. Als Mitglied der Hofkapelle begleitete Dodo Otto I. auf dessen Zug nach Italien. Dort erwarb er zahlreiche Reliquien. Otto I. ließ bei seiner Rückkehr viele der von Dodo nicht immer einwandfrei erworbene Reliquien unter anderem nach Magdeburg bringen. Davon profitierten auch zahlreiche andere Städte und Klöster wie Halberstadt, Quedlinburg oder Lüneburg. Dodo vergrößerte auch die Zahl der Reliquien des Doms in Münster. Unter anderem kamen Reliquien der heiligen Victorinus und Florianus nach Münster.

## Zeit als Bischof
Möglicherweise wegen Dodos übertriebener Reliquienleidenschaft nahm Otto I. ihn bei seiner nächsten Italienfahrt nicht mit. Im Jahr 969 wurde er von Otto I. zum Bischof von Münster ernannt. Trotz seiner wohl auch familiären Nähe zum Kaiser scheint sich Dodo kaum an der Reichspolitik beteiligt und sich auf seine Diözese konzentriert zu haben. Außerhalb von deren Grenzen ist er nur wenig nachweisbar. Ob er an der Weihe des wieder hergestellten Klosters Gerresheim anwesend war, ist zweifelhaft. An der Synode von Ingelheim von 972 hat er sicher teilgenommen. Erkennbare nähere Beziehungen zu Otto II. und Otto III. haben nicht bestanden.
Er hatte erhebliche Baumaßnahme in Münster auf dem heutigen Domplatz durchführen lassen. Umstritten sind die Baumaßnahmen am Paulus Dom. Nach Einschätzung des Kunsthistorikers und ehemaligen Direktors des LWL-Landesmuseums für Kunst und Kulturgeschichte Max Geisberg ist Dodo für den zweiten Bau des St.-Paulus-Doms mitverantwortlich, dessen Baubeginn in seine Amtszeit fiel. Wilhelm Kohl ist skeptischer und argumentiert, dass es für einen Neubau keine archäologischen Belege gäbe. Er sieht den Grund für die wissenschaftliche Diskussion in einer falsch interpretierten Quelle. Tatsächlich würde die entsprechende Stelle in den Quellen aussagen, dass Dodo die Kanoniker aus dem alten Dom in den Paulusdom umgesiedelt hätte, was bei den Betroffenen auf Unmut gestoßen war, auch wenn Dodo versuchte dabei behutsam vorzugehen. Inwieweit es sich dabei um einen schon bestehenden Bau oder um einen Neubau handelte, ist daraus nicht ablesbar.
Wahrscheinlich wurde in dieser Zeit ein bischöflicher Wohnsitz in Form eines Turmes im Nordwesten des Domplatzes erbaut. Allerdings wird der Bau erst 1085 schriftlich erwähnt. Der Bau dieses Palastes erforderte die Verlegung des alten Kreuzgangs. Auch wurde wohl ein Wohnturm für den Stiftsvogt am südlichen Rand der Domburg erbaut.
Inwieweit Dodo beabsichtigte, den Besitz von Bischof und Domkapitel aufzuteilen, ist unklar. Dies geschah erst nach der Jahrtausendwende. Deutlich ist aber etwa durch den Palastbau, dass zu seiner Zeit keine Vita communis von Bischof und Domkapitel mehr bestand. Zwar hatte Dodo das Nebeneinander der Kapitel im alten Mariendom und dem Paulusdom beseitigt. Möglicherweise behielten die umgesiedelten Kanoniker aber Sonderrechte bei. So wird der Westchor, der der Maria geweiht war, auch als Alter Chor bezeichnet. Sollte Dodo aus dem Umfeld der Liudolfinger stammen, bedeutete die Erhebung der Gebeine der Ida von Herzfeld für ihn ein wichtiges Anliegen. Zusammen mit dem Abt Ludolf von Werden hat er diesen Akt feierlich vollzogen. Wie der Abt erhielt Dodo eine Partikel der Reliquie.
Mit dem Kloster Metelen geriet der Bischof in Streit. Die Ursachen sind unbekannt. Möglicherweise hatte dies mit dem Aussterben der Stifterfamilie und der Ernennung von Äbtissin und Vogt zu tun. Auf einem Hoftag in Dortmund bei Anwesenheit zahlreicher Großer entschied Otto III. 993 zu Lasten Dodos. Ebenso lag der Bischof wegen der Befreiung von Gütern von Zehntzahlungen im Streit mit dem Kloster Werden. Die Auseinandersetzung endete mit einem Kompromiss.
Kurz vor seinem Tod war Dodo 993 daran beteiligt, die Grenzen der Bistümer Hildesheim, Minden und Verden abzugrenzen. Aus der Zeit seiner Herrschaft  wird von einer seltsamen Konstellation von Gestirnen berichtet. Es sollen drei Sonnen, drei Monde und miteinander kämpfende Sterne zu sehen gewesen sein.
Dodo starb am 14. Mai 993, wie verschiedene Quellen bestätigen. Wo er begraben ist, ist nicht bekannt. Er wird nicht unter den Bischöfen genannt, die in der Clemenskapelle bestattet sind. Ebenso fehlt er im Domnekrolog. Möglicherweise starb er in der Fremde etwa in der Diözese Hildesheim, wo er sich kurz vor seinem Tod aufgehalten hatte.